# Pleurothallis imber-florum
Pleurothallis imber-florum är en orkidéart som beskrevs av Carlyle August Luer och Rodrigo Escobar. Pleurothallis imber-florum ingår i släktet Pleurothallis och familjen orkidéer. Inga underarter finns listade i Catalogue of Life.